# Strömma träsk
Strömma träsk är en sjö i Saltviks kommun i Åland (Finland). Den ligger i den norra delen av landskapet, 27 km norr om huvudstaden Mariehamn. Strömma träsk ligger 46 meter över havet. Den ligger på ön Fasta Åland. Arean är 13,1 hektar och strandlinjen är 2,27 kilometer lång. Sjön  ingår i Norra Skärgårdshavets avrinningsområde. 